# Wolayer Bach
Der Wolayer Bach  ist ein rechter Nebenfluss der Gail in den Karnischen Alpen in Kärnten, Österreich.

## Verlauf
Der Wolayer Bach entspringt in der Wolaye, wo auch die Obere Wolayer Alm liegt. Von dort stürzt er über den Hildenfall in die Untere Wolayer Alm, wo er von rechts seinen größten Nebenbach, den Schulterbach, aufnimmt. Von hier fließt er nach Norden, bis er bei Birnbaum in die Gail mündet.
Beinahe das gesamte Einzugsgebiet des Wolayer Bachs gehört zur Gemeinde Lesachtal, nur etwa 0,2 Quadratkilometer liegen auf italienischem Staatsgebiet.

## Geologie
Die Gesteine der Karnischen Alpen entstanden vor 500 bis 220 Millionen Jahren in Äquatornähe aus Ablagerungen. Im Bereich um den Wolayersee sind Versteinerungen von Korallen, Seelilien, urzeitlichen Tintenfischen und Krebsen besonders schön zu sehen.

## Wandern
Der Karnische Höhenweg und der Julius Kugy Alpine Trail (ÖAV/Landesverband Kärnten) führen durch das Quellgebiet des Wolayer Bachs. Ein Zugang zur Wolayerseehütte beginnt bei der Hubertuskapelle, die von Podlanig oder von Birnbaum aus erreicht werden kann.

## Nebenbäche
Das Einzugsgebiet des Wolayer Bachs hat eine Fläche von 26,2 Quadratkilometern. Die größten Nebenbäche sind:
| Name               | Mündungsseite | Mündungsort        | Einzugsgebiet in km² |
| ------------------ | ------------- | ------------------ | -------------------- |
| Judenbach          | rechts        | Untere Wolayer Alm | 1,1                  |
| Schulterbach       | rechts        | Untere Wolayer Alm | 3,5                  |
| Bach vom Kanzlwald | links         | Hubertuskapelle    | 1,6                  |